# Mårdevattnet
Mårdevattnet är en sjö i Färgelanda kommun i Dalsland och ingår i Örekilsälvens huvudavrinningsområde. Mårdevattnet ligger i Kroppefjäll Natura 2000-område. Sjöns area är 0,022 kvadratkilometer och den befinner sig 200 meter över havet.